# سدرینا
سدرینا (به ایتالیایی: Sedrina) یک کومونه در ایتالیا است که در استان برگامو واقع شده‌است.

## خصوصیات
سدرینا ۶٫۰ کیلومترمربع مساحت و ۲٬۵۵۹ نفر جمعیت دارد و ۳۲۸ متر بالاتر از سطح دریا واقع شده‌است.